# Цар Ігор Орестович
Оте́ць І́гор Цар (нар. 16 грудня 1958) — священник Української греко-католицької церкви.

## Життєпис
Народився 16 грудня 1958 року в селі Бучали біля Комарно Львівської області. Охрещений на Великдень 1959 року. З дитинства ходив до церкви. Навчався у Львові у СШ №75.
З 1975 працював слюсарем та займався самоосвітою.
У 1977–1979 роках служив в армії у Забайкальському Військовому Окрузі. 
14 жовтня 1991 року Патріарх Мирослав Любачівський у Соборі святого Юра висвятив Ігоря Царя на священника. Одразу після свячень отець Ігор поїхав служити до Кам'янця-Подільського. 
З 1997 по 2010 рік капелан Львівської виправної колонії № 48.
З 2011 року духівник харизматичної спільноти.
16 січня 2024 року є відкликаним від виконання служіння духівником Львівської спільноти Віднови у Святому Дусі УГКЦ "Благословення" та виконання служіння капелана Львівської виправної колонії № 48 (вул. Хуторівка, 2, м. Львів) Державної кримінально-виконавчої служби України.

## Праці
- «Наш український Миколай-Чудотворець» (1994)
- «Що відповісти сектантам» (1995)
- «Скарбинка мудрості» (1997)
- «Акафіст-подяка Пресвятій Тройці» (1998)
- «Через терни до зірок» (1998)
- «Чудесні дарунки від Митрополита Андрея» (1998)
- «Від знищення обряду до руїни Церкви і народу» (1999)
- «Монастир Божої любові» (1999) / ред.
- «Український Велетень Духа» (2000)
- «Жертва за волю України» (2001)
- «Пісні материнства» (2001) / ред.
- «Про збереження дівицтва» (2002) / переклад
- «Покликаним до свободи» (2004)
- «Останні будуть першими» (2005)
- «The last shall be first» (2005) / англійською
- «Вузький шлях» (2006) / ред.
- «З побаченого і пережитого» (2008)
- «Кривава незабутка» (2009) / переклад
- «Закон і милосердя» (2006-2009) / 9 журналів
- «З любов'ю до Богородиці» (2009) / ред.
- «За що ми любимо Бандеру» (2009)
- «Жиймо так, щоб разом бути в небі» (2010)
- «Величайте Ісуса Христа» (2011) / молитовник
- «Християнські обов’язки батьків і дітей» (2012)
- «Нова євангелізація в Україні» (2012)
- «Молодь і жива парафія» (2013)
- «Це треба знати всім!» (2013)
- «Ісус промовляє до нас» (2013)
- «Моя надія – Ісус і Марія» (2013)
- «Ми діти Божі і нащадки Марії» (2014) / молитовник
- «Хресна дорога Спасителя» (2015)
- «Поради святого Івана Віанея» (2015)  / ред.
- «Дар, що перемінює життя» (2016)
- «За що ми любимо Бандеру» (2016)
- «Зцілення роду» (2017) / ред.
- «Україна прабатьківщина людства» (2018)
- «Служити Богу і Україні!» (2023)

## Відзнаки
- 2013 — лауреат Премії імені Героя України Степана Бандери у номінації «Громадська діяльність».[2]